# Чёрная (приток Индоманки)
Чёрная — река в Вологодской и Архангельской областях России, левый приток Индоманки (бассейн Белого озера).

## Описание
Длина реки — 24 км, площадь бассейна — 81,3 км². Протекает в лесах в юго-восточной части Андомской возвышенности. Берёт начало в Нырновском болоте в 4 км к северо-западу от посёлка Солза в Каргопольском районе (Архангельская обл.). В верховьях течёт на юг, недалеко от истока пересекает границу областей и далее течёт на юго-запад по Вытегорскому району (Вологодская обл.). Протекает через продолговатые Малое- и Большое Клематовские озёра. Впадает в Индоманку по левому берегу в 67 км от её устья (в этой части она называется Большой Индоманкой) и в 7 км к северо-востоку от деревни Елинская.
Населённых пунктов в бассейне реки нет. Почти вдоль всей реки проходит и трижды её пересекает автодорога 11Р-001 на участке между Солзой и Елинской.

## Данные водного реестра
По данным государственного водного реестра России относится к Верхневолжскому бассейновому округу, водохозяйственный участок — Шексна от истока (включая оз. Белое) до Череповецкого гидроузла, речной бассейн — (Верхняя) Волга до Куйбышевского водохранилища (без бассейна Оки), речной подбассейн — Реки бассейна Рыбинского водохранилища.
Код водного объекта — 08010200312110000009237.